# Balch (krater)
Balch är en nedslagskrater med en diameter på 40 kilometer, på planeten Venus. Balch har fått sitt namn efter nobelpristagaren Emily Greene Balch.